# Moodswings in to Order
Moodswings in to Order는 오스트레일리아의 가수 DPR 이안의 데뷔 정규 음반으로, 드림 퍼펙트 리짐을 통해 2022년 7월 29일에 발매되었다.

## 주제
Moodswings in to Order는 Moodswings in This Order에 등장한 "마이토(Mito)" 캐릭터의 연장선이다. 마이토는 미스터 인세니티(Mr. Insanity)의 "최초이자 가장 순수한 창조물"로, "그와 가장 유사한 복제품"이다. 그는 미스터 인세니티가 타인에 애정을 가지는 것을 모욕적이라고 느낄 정도로 그의 사랑을 갈구한다. 그러나 그의 탐욕은 그를 미스터 인세니티의 세계에서 쫓겨나고 절망에 빠지게 한다.

## 음악 및 가사
"Seraph"는 "신스 사운드가 섞인, 아름다운 현악곡"으로, 마이토가 신을 원망하기 전에 그와 나눈 마지막 대화를 기억하는 장면을 묘사한다. "1 Shot", "Mood", "Ballroom Extravaganza"는 위켄드와 프랭크 오션의 곡들과 비슷한 "낭만적이고 음향적 질감을 가진 노래들"로, DPR 이안의 크룬 창법을 "반짝이는 신스, 활기찬 그루브, 초자연적인 악기 악센트"로 표현한다. "Merry Go"는 계속 같은 위치로 돌아오는 이안과 마이토의 관계를 묘사한다. "Ribbon"은 펑키한 베이스 연주와 클라비넷 사운드를 선보이고, "Mr. Insanity"는 1980년대의 신스팝에 현대적 감각을 덧댔다.

## 평가
| 전문가 평가 | 전문가 평가 |
| 평가 점수   | 평가 점수   |
| 출처        | 점수        |
| ----------- | ----------- |
| 올뮤직      | 4/별        |
| 이즘        | 3.5/별      |

<올뮤직>의 맷 칼라는 음반에 5점 만점에 4점을 주었다. 그에 따르면, "Moodswings in This Order의 팝, R&B, 댄스 음악의 매혹적인 조합을 바탕으로, DPR 이안은 첫 정규 음반으로 자신의 음악을 계속 갈고 닦고 있다."
<이즘>의 염동교는 음반에 5점 만점에 3.5점을 주었다. 그에 따르면, "일찌감치 비주얼 디렉터로 크루를 이끌어온 DPR 이안은 이미지적 요소, 확고한 스토리라인과 더불어 개별 곡의 매력도 확보한 콘셉트 앨범을 완성했다."
<서울비트>의 샤오칭은 음반이 "시적이고 컨셉이 확고하지만, DPR 이안은 아직 솔로이스트로서 자신의 스타일과 음악을 발전시키는 중이라 몇몇 곡들은 별 감흥이 없다"고 평했다.

### 연말 목록
| 출판사            | 목록                         | 각주  |
| ----------------- | ---------------------------- | ----- |
| <밴드왜건 아시아> | 2022년 최고의 음반           | [ 8 ] |
| <볼리우드 헌가마> | 2020년 최고의 한국 음반 10장 | [ 9 ] |

## 곡 목록
전체 작사·작곡: DPR 이안
| #            | 제목                      | 재생 시간 |
| ------------ | ------------------------- | --------- |
| 1.           | 〈Seraph〉                | 2:26      |
| 2.           | 〈1 Shot〉                | 2:24      |
| 3.           | 〈Mood〉                  | 3:02      |
| 4.           | 〈Miss Understood〉       | 3:20      |
| 5.           | 〈Avalon〉                | 3:15      |
| 6.           | 〈Merry Go〉              | 3:10      |
| 7.           | 〈Ribbon〉                | 3:35      |
| 8.           | 〈Winterfall〉            | 3:36      |
| 9.           | 〈Calico〉                | 3:42      |
| 10.          | 〈Mr. Insanity〉          | 2:47      |
| 11.          | 〈Ballroom Extravaganza〉 | 3:09      |
| 12.          | 〈Sometimes I'm〉         | 2:37      |
| 총 재생 시간 | 총 재생 시간              | 37:08     |

## 차트
| 차트 (2022)          | 최고 순위 |
| -------------------- | --------- |
| 대한민국 음반 (써클) | 30        |
| 미국 빌보드 200      | 146       |

## 판매량
| 지역     | 판매량 |
| -------- | ------ |
| 대한민국 | 3,000  |